# Rye (rzeka w Anglii)
Rye (ang. River Rye) – rzeka w północno-wschodniej Anglii, w hrabstwie North Yorkshire, dopływ rzeki Derwent.
Źródło rzeki znajduje się na wzgórzu Whorlton Moor, w zachodniej części parku narodowego North York Moors, na wysokości około 305 m n.p.m. Rzeka płynie w kierunku południowo-wschodnim. Wzdłuż rzeki położone są miejscowości Hawnby, Rievaulx, Helmsley, Nunnington, Butterwick, Brawby, Little Habton, Great Habton, Ryton i Wykeham. Za tą ostatnią, na północny wschód od miasta Malton rzeka uchodzi do Derwent, na wysokości około 15 m n.p.m.